# Scoglio Grande (Stagno)
Scoglio Grande o scogli Grandi (in croato Veli o Veliki Školj) è un isolotto della Dalmazia meridionale, nella regione raguseo-narentana, in Croazia, a est della penisola di Sabbioncello e della città di Stagno al cui comune appartiene. Con l'adiacente scoglio Bisacce (Bisaci) vengono anche indicati con il nome di Bisazi.

## Geografia
Scoglio Grande è il maggiore di un gruppo di quattro scogli che si trovano nella valle Cutta, Cuta o Cute (uvala Kuta), la profonda insenatura alla fine del canale di Stagno Piccolo (Malog Stona kanal), vicino all'istmo che collega la penisola di Sabbioncello al continente. Scoglio Grande si trova a nord-est della piccola valle Miševac e circa 1,5 km a sud-est di Stagno Piccolo (Mali Ston). L'isolotto ha una superficie di 0,02 km² e il suo sviluppo costiero è di 0,6 km.
In tutta la zona, specialmente nella valle Bistrina o Bristine (uvala Bistrina) che si trova a nord-ovest, è largamente diffusa la molluschicoltura.

### Isole adiacenti

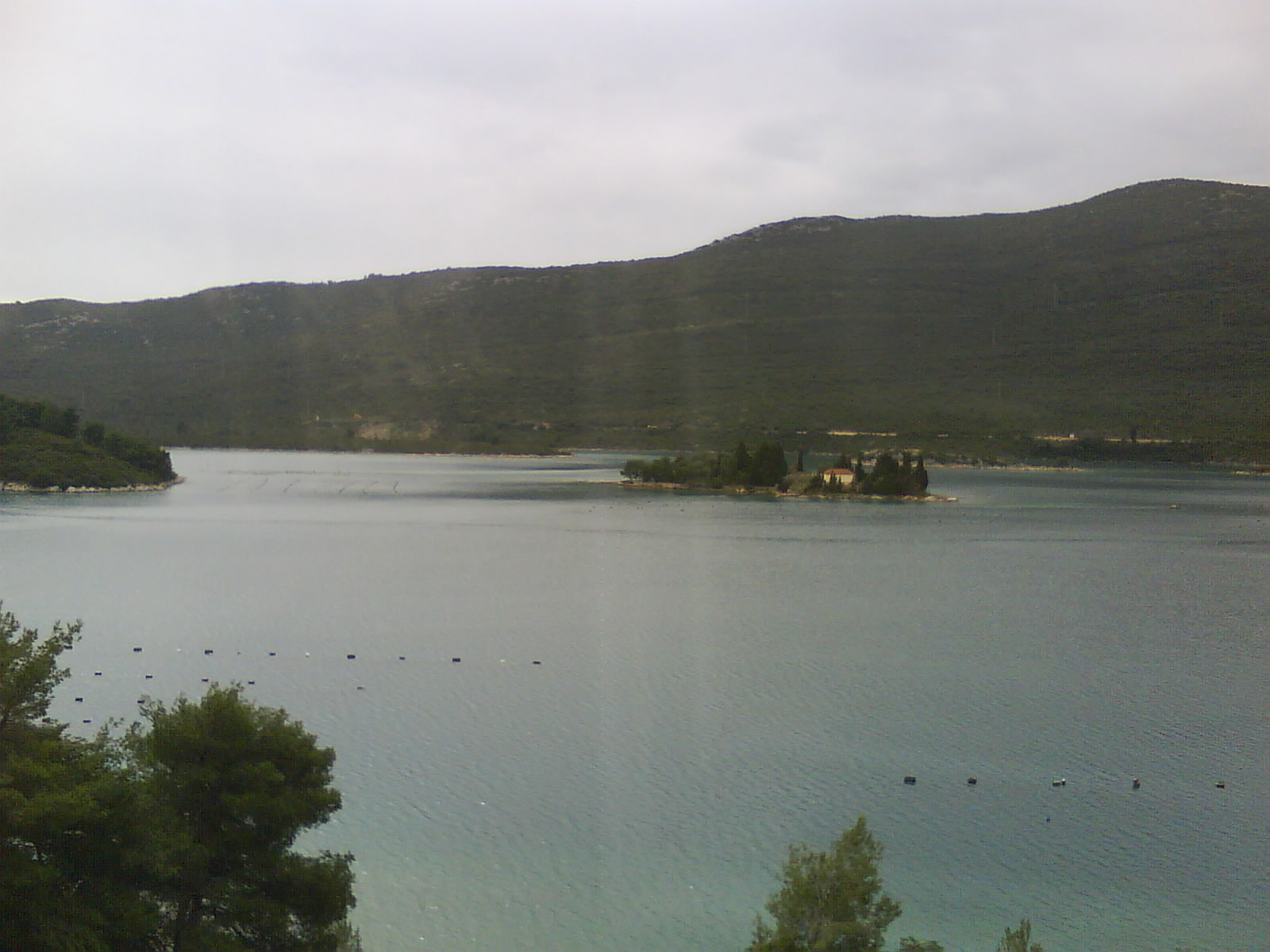
Chiesetta

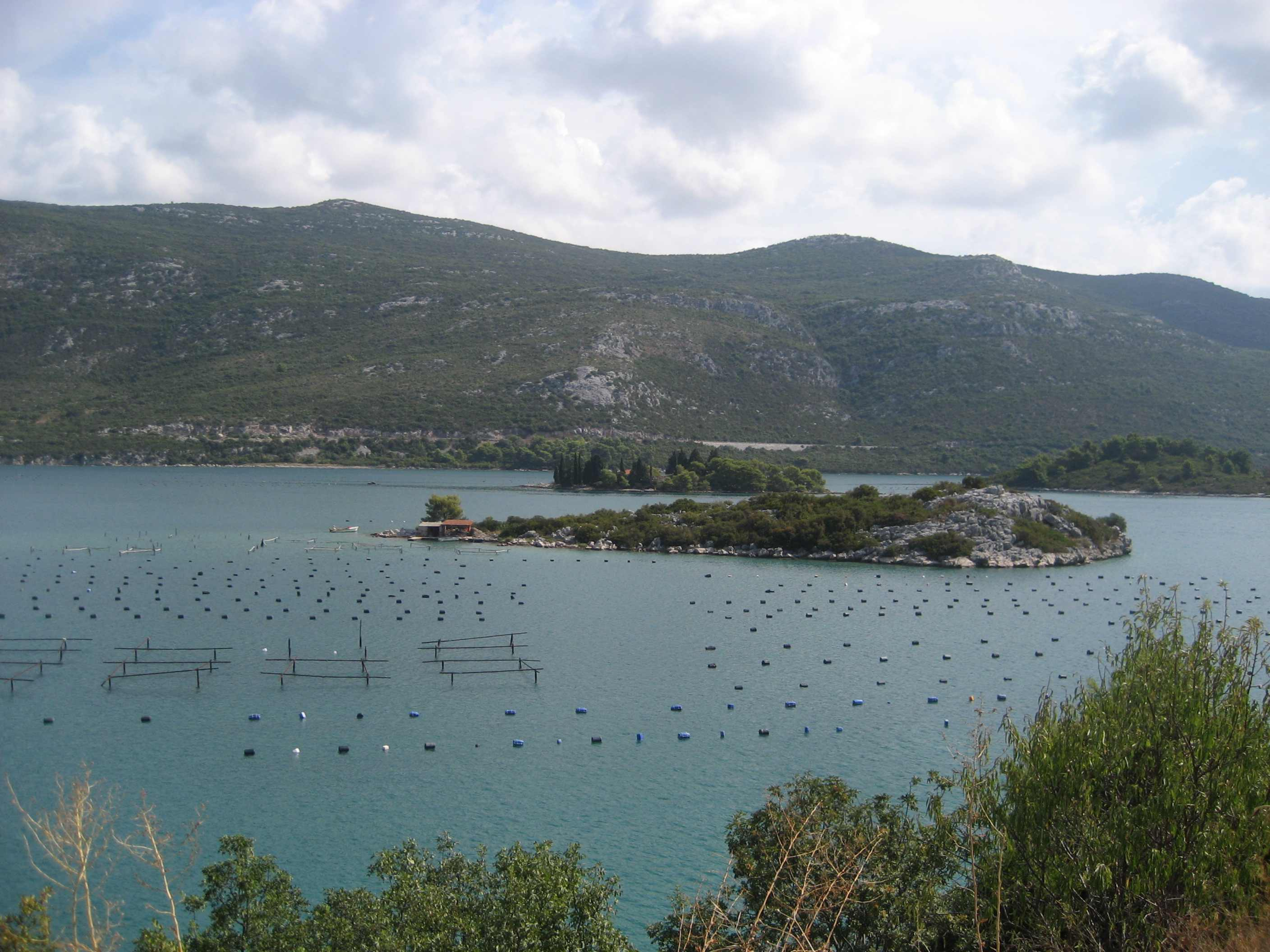
Scarpon

- Scarpon[5] (Škrpun), scoglio di forma triangolare con un'area di 5923 m²[4], la costa lunga 321 m[4] e l'altezza di 10 m[8]; si trova 380 m[8] a ovest di Scoglio Grande e chiude a nord la piccola valle Miševac 42°50′30″N 17°43′02″E.
- Chiesetta[3] (Crkvica), scoglio con un'area di 6194 m²[4] e la costa lunga 355 m[4]; è situato 140 m[8] a nord-ovest di scoglio Grande 42°50′37″N 17°43′13″E.
- Scoglio Stupica (hrid Stupica), piccolo scoglio con un'area di 419 m²[4], situato 50 m[8] a nord-ovest di Chiesetta 42°50′40″N 17°43′10″E.
- Bisacce[12] o Bisaghe[3] (Bisaci), scoglio dalla forma allungata con un'area di 4614 m²[4] e la costa lunga 336 m[4]; si trova 50 m[8] a est di scoglio Grande 42°50′31″N 17°43′31″E.

### Cartografia
- (HR) Mappa topografica della Croazia 1:25000, su preglednik.arkod.hr. URL consultato il 4 luglio 2017.
- G. Giani, Carta prospettiva delle Comuni censuarie della Dalmazia, foglio 12, 1839. Fondo Miscellanea cartografica catastale, Archivio di Stato di Trieste.